# Gilda Jannaccone
Gilda Jannaccone (ur. 11 marca 1940 w Neapolu) – włoska lekkoatletka, biegaczka długodystansowa i przełajowa.
W latach 1958–1963 zostawała mistrzynią kraju na 800 m i w biegach przełajowych.
W 1960 wystartowała na igrzyskach olimpijskich w biegu na 800 m. Odpadła w pierwszej rundzie, zajmując 5. miejsce w swoim biegu eliminacyjnym z czasem 2:13,6 s.